# Trilha (jogo)
Trilha ou Moinho ou Firo é um tradicional e antigo jogo de tabuleiro, que frequentemente é incluído por fabricantes brasileiros de jogos de tabuleiro como parte de coletâneas (). Tipicamente acompanha jogos como Damas, Gamão, Ludo e Xadrez.  É conhecido por muitos outros nomes (por exemplo Marel), tanto em português quanto em outras línguas.
O tabuleiro consiste em três quadrados concêntricos conectados entre si, com seus cantos e pontos médios sendo as casas.
Sendo 18 no total (9 de cada cor), as peças tem formatos, cores e tamanhos diferentes, dependendo do fabricante. O formato mais comum é a de discos pretos e brancos, semelhante às peças de Damas.

## Objetivo
O objetivo do jogo é remover as peças inimigas até que restem no máximo duas.
Em qualquer fase do jogo, quando um jogador forma uma linha horizontal ou vertical com três de suas peças (chamada de «moinho») sobre o tabuleiro, tem o direito de escolher uma peça inimiga em qualquer posição do tabuleiro para remover, desde que essa peça não faça parte de um «moinho» inimigo.

## Como jogar

Esquema do tabuleiro (sem peças)

### Início do jogo
Cada jogador escolhe uma cor e recebe nove peças com a respectiva cor. Os jogadores vão colocando as peças alternadamente nas posições de suas preferências (de forma semelhante à montagem inicial do Jogo da velha).  Tanto os cantos dos quadrados quanto os pontos médios de seus lados são posições iniciais (e de jogo) válidas.

### Movimentação das peças
Após um jogador ficar com todas as suas peças no tabuleiro, começa a fase de movimentação das peças. As peças desse jogador podem se movimentar vertical ou horizontalmente uma casa, desde de que não haja nenhuma peça no local. As peças não pulam casas vazias ou com peças, como o cavalo do Xadrez, sendo possível o movimento em apenas uma casa vazia por rodada.

Uma possível situação de jogo, mostrando dois «moinhos», um vermelho e um azul

### Movimentação livre das peças
Após um jogador ficar com apenas três peças no tabuleiro, começa a fase de movimentação livre das peças. As peças desse jogador passam a se movimentar livremente pelo tabuleiro, ignorando demais peças ou espaços vazios, podendo ser posicionadas em qualquer casa vazia do tabuleiro.

### Final de jogo
O jogo termina com uma dessas três possibilidades:
- Se um dos jogadores ficar com apenas duas peças, ocasionando uma derrota;
- Se não houver mais nenhuma jogada válida, ocasionando em empate e
- Se ambos os jogadores estiverem com apenas três peças e, em 10 jogadas, não houver vencedor, onde é declarado empate.